# Chương trình nghị sự

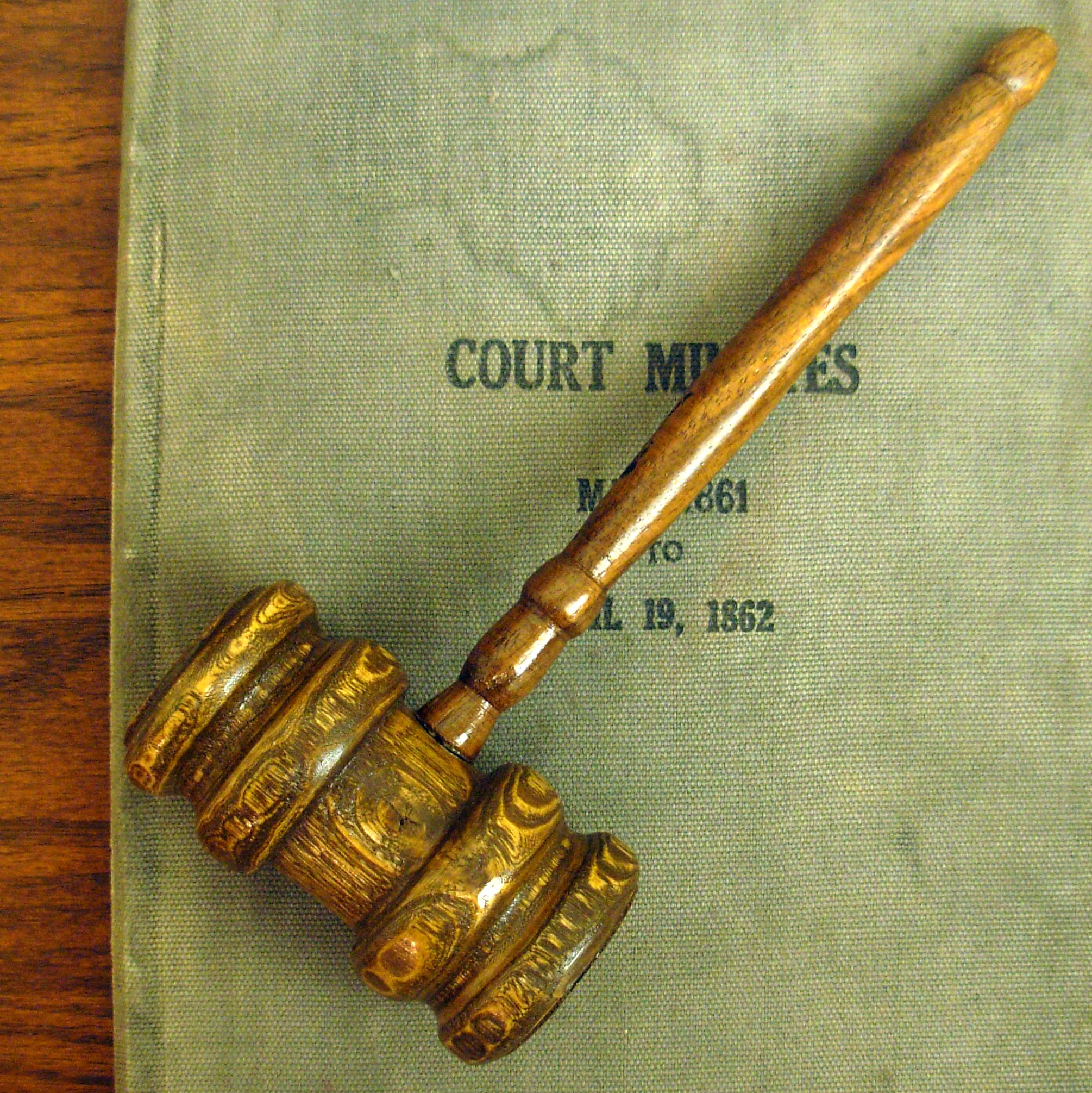
Dùi nghị sự là tượng trưng của nghị sự học.

Trình tự nghị sự là quy tắc kì họp cơ bản được sắp đặt cố định trên tinh thần dân chủ, bình đẳng, tự do và pháp quyền, nhằm giúp đỡ những người tham dự kì họp ở trong hội đồng thương nghị làm ra quyết sách bằng các phương pháp có hiệu lực.:16 Ngành học nghiên cứu trình tự nghị sự, gọi là "nghị sự học";:13 sách vở tài liệu nghiên cứu trình tự nghị sự, đồng thời biên soạn ghi chép thành quy phạm, gọi là "quy phạm nghị sự". Nội hàm cơ bản của trình tự nghị sự hiện đại là, trên nguyên tắc phục tòng đa số, tôn trọng thiểu số, chủ tịch (hoặc nghị trưởng) công chính trung lập, các thành viên bình đẳng tự do về quyền lợi phát ngôn; theo tinh thần đó, thiết lập trình tự nghị sự được công nhận, nhằm giúp đỡ hội đồng thương nghị làm ra quyết sách một cách có hiệu lực.:16-18
Từ quốc hội mỗi nước, nghị viện địa phương, kì họp của bộ ban ngành hành chính, hội nghị quốc tế (thí dụ như Đại hội Liên hợp quốc), đến hội nghị thông thường của đoàn thể, tổ chức và công ti trong dân chúng, đều tự có một bộ trình tự nghị sự mang theo đặc sắc địa phương và thuộc tính tổ chức;:3 tuy nhiên, nguồn gốc quy tắc chương trình của nó, về cơ bản có 7 loại: hiến pháp quy định, pháp luật quy định, quy tắc nghị định, phán quyết tiền lệ, tác phẩm nghị sự học, quy phạm kì họp, tập quán và quán lệ. Trong đó, đoàn thể, tổ chức và công ti trong dân chúng thông thường chọn dùng ba cái đằng sau, tức là sử dụng quy tắc kì họp đã được biên soạn cố định, hoặc làm theo tập quán kì họp mà tổ chức đó đã có rồi; nhưng mà đơn vị chính phủ và cơ quan lập pháp, thì phần nhiều có pháp luật hoặc mệnh lệnh hành chính quy định tiêu chuẩn nghị sự như thế nào.:3
Trình tự nghị sự có mang theo tình thần chủ nghĩa dân chủ, chủ nghĩa tự do và pháp trị, mở đầu trước nhất ở Quốc hội Vương quốc Liên hợp Anh và Bắc Ireland, rồi sau đó phổ cập toàn cầu. Trước khi Quốc hội Anh hiện đại kiến lập, dù có dân chủ Athena ở Hy Lạp cổ đại, đại hội nhân dân ở Cộng hòa La Mã, hoặc các loại chính sự đất nước dựa vào sự đòi hỏi thống trị quyền lực quân chủ mà triệu tập mở họp, thí dụ như cuộc thảo luận chính sự trong triều đình của Trung Quốc cổ đại; song, nội hàm của nó đều đi rất xa nhau với tinh thần dân chủ, tự do, bình đẳng và pháp trị hiện đại.:15 Năm 1801, Tổng thống Hoa Kỳ Thomas Jefferson lúc đảm nhiệm Viện trưởng Thượng nghị viện, tham khảo quán lệ nghị sự hai nước Anh - Mĩ, biên soạn "Sổ tay quy tắc nghị sự thượng viện Hoa Kỳ", đầu tiên mở ra nguồn gốc quy phạm nghị sự thành văn, được quốc hội các khoá đã qua dùng làm trình tự nghị sự; sau 75 năm, năm 1876, chuẩn tướng lục quân Hoa Kỳ Henry Martyn Robert biên soạn chỉnh lí quy tắc và quán lệ hạ viện Hoa Kỳ, xuất bản "Quy tắc nghị sự của Robert", đưa cho đoàn thể trong dân chúng sử dụng, trở thành quy phạm nghị sự trong dân chúng sử dụng rộng rãi nhất trong nước và khu vực có thông qua trình tự nghị sự hiện đại.

## Lịch sử

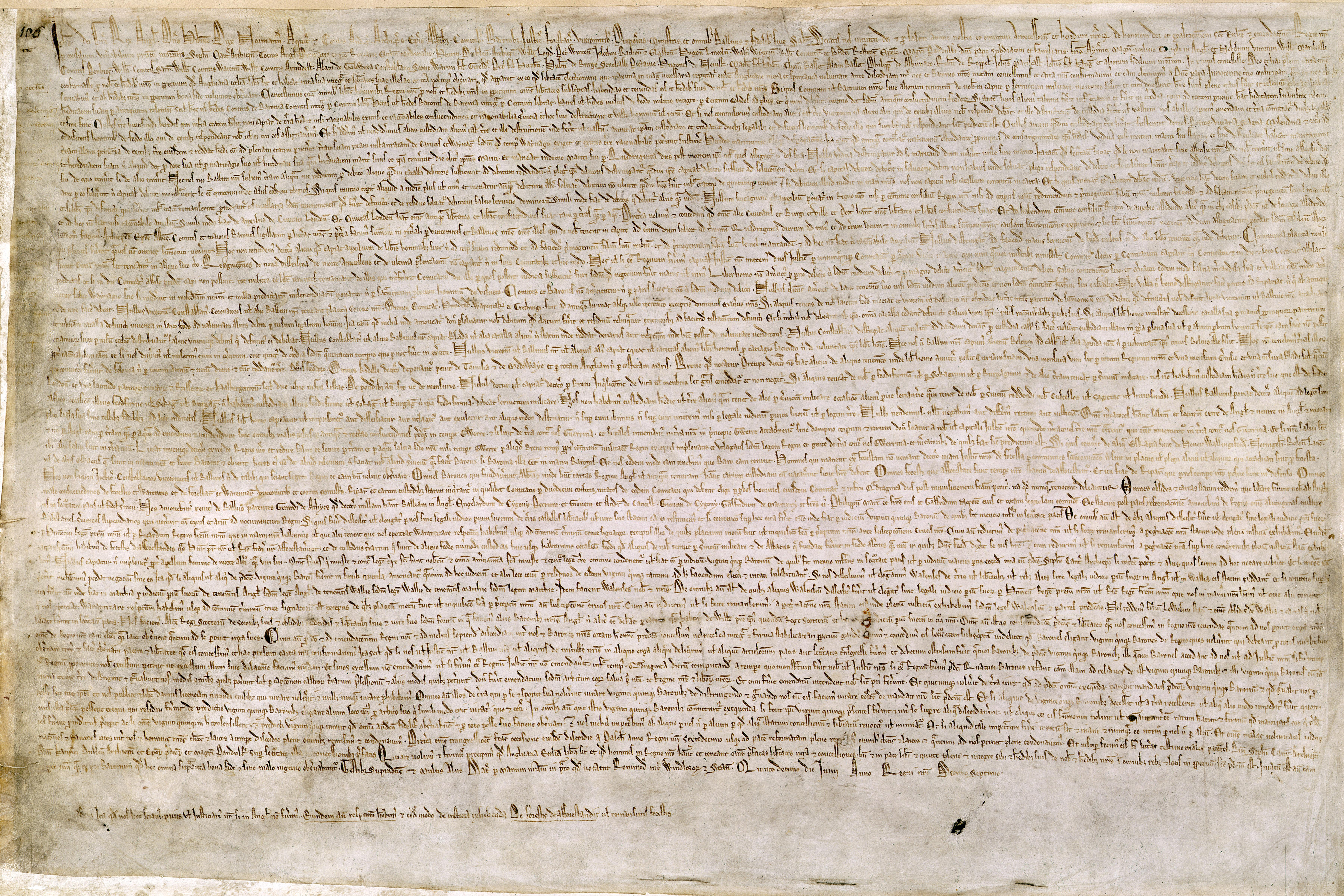
Bản sao chép "Đại hiến chương" do Thư viện Đại Anh bảo tồn, bản đó chế tác vào năm 1215.

Trình tự nghị sự hiện đại bắt nguồn ở Anh, nhưng mà pháp luật và chính trị của Anh và cả khu vực Tây Âu bị luật La Mã ảnh hưởng. Ban đầu thành bang Athens ở Hi Lạp cổ đại, Đại hội công dân Athens - đại hội nghị luận và đưa ra quyết định các sự vụ công chúng, đã có khái niệm hiện đại "đa số quyết" và "số người luật định", quyết sách trọng yếu và việc ra lệnh bổ nhiệm nhân sự của nó, đều sử dụng vỏ ngao vỏ hến để tiến hành quyết định như phiếu bầu; lúc biểu quyết nếu không có 6.000 phiếu, thì kết quả biểu quyết mất hiệu lực và huỷ bỏ. Tuy nhiên, chế độ dân chủ ở thành bang Athens cổ đại hoàn toàn không phù hợp nguyên tắc bình đẳng hiện đại, công dân có đủ quyền bầu cử chỉ giới hạn ở nam giới dân tự do tuổi thành niên, nô lệ và nữ giới đều không có cách nào tham dự sự vụ công cộng. Trừ Hi Lạp cổ đại ra, nam giới thành niên cư dân thành phố của thời đại vương quốc La Mã cũng có thể tham dự hội nghị cư dân thành phố, tiến hành biểu quyết nhắm vào các đề án của quốc vương.
Sau khi đế quốc La Mã diệt vong, giáo hội Cơ Đốc giáo đứng sừng sững vững vàng, trở thành lãnh tụ tôn giáo của các nước châu Âu vào thời kì Trung Cổ. Sau khi luật học La Mã tiến vào tổ chức giáo hội, năm 1059, giáo hoàng Nicôla II ban bố chiếu lệnh "Nhân danh Chúa", tuyên bố rằng do các hồng y giáo chủ tiến hành bầu cử giáo hoàng, và lấy nguyên tắc đa số quyết làm phương thức biểu quyết. Sau nó, các nước châu Âu đều lấy nguyên tắc đa số quyết làm phương pháp biểu quyết cho các hạng mục sự việc cần nghị luận và đưa ra quyết định. Ở khu vực Anh-cách-lan ngày nay, từ sau khi "người Norman chinh phục", quốc vương lập tức có quyền tổ chức hội nghị quý tộc phong kiến, coi là cơ cấu thương lượng, hỏi tra của vương quyền. Tuy nhiên, vương quyền Anh-cách-lan mất hết lợi ích từ sau chiến tranh đối ngoại (chiến dịch Bouvines), cuộc tranh giành ngôi vua mang tính lẽ phải, đúng đắn, và quốc vương vì nguyên do tranh đoạt quyền hạ lệnh bổ nhiệm đại giáo chủ Canterbury nên bị giáo hoàng trục xuất dẫn đến quan hệ hai bên sa sút, quốc vương của vương triều Plantagenet John bị ép bức tiếp nhận "Đại hiến chương" do quý tộc phong kiến đề xuất, khiến cho hội nghị thoát li sự khống chế của vương quyền, và khiến cho hội nghị trở thành khuôn mẫu đầu tiên của quốc hội Anh Quốc về sau. "Đại hiến chương" không chỉ trao quyền cho uỷ ban gồm 25 người quý tộc hợp thành có quyền phủ quyết mệnh lệnh quốc vương, lúc tuyệt đối phải cần vẫn được dùng vũ lực để chiếm giữ tài sản và thành luỹ của triều đình; đồng thời, quốc vương chưa qua quan toà thẩm phán thì không được xét xử phán quyết tuỳ ý, tróc nã, đày đuổi hoặc tịch thu mạng sống và tài sản nhân dân, so sánh thấy tương đồng việc bảo vệ tự do thân thể hiện đại, cũng xác lập nguyên tắc "pháp luật cao hơn vương quyền".
"Đại hiến chương" mở ra trang mới chính trị Anh Quốc, theo đó quốc hội tranh quyền, hạn chế và cân bằng với vương quyền lẫn nhau, quốc hội Anh Quốc phát triển và cho ra một bộ quán lệ nghị sự; nghị sĩ quốc hội từ việc sử dụng và thực thi quyền lực (thí dụ như quyền thẩm tra dự toán) cho đến thảo luận các đề án đưa vào nghị trình kì họp, đều bị quán lệ nghị sự bất thành văn trói buộc; ví dụ, nghị viện có quyền thẩm tra việc thu chi tài chính công của chính phủ. Trên thực tế, nguyên tắc "chưa qua quốc hội đồng ý, không được thu thuế tuỳ ý", chính là được xác định ở trong "Đại hiến chương", và trở thành quyền lực chính trị chủ yếu nhất và trước nhất của quốc hội Anh Quốc. Lấy nó làm điểm xuất phát, hơn nữa hun đúc ảnh hưởng các nhà tư tưởng của thời đại Khai sáng, ngày 4 tháng 7 năm 1776, đại biểu mười ba thuộc địa xếp hàng ngay ngắn tụ họp ở thành phố Philadelphia, kí kết "Tuyên ngôn độc lập Hoa Kỳ", tuyên bố Hoa Kỳ sắp trở thành một nước bình đẳng, tự do và độc lập. Quốc hội Hoa Kỳ vừa mới thành lập đã tiếp thu quán lệ nghị sự mà quốc hội Anh Quốc tích luỹ lâu năm, lại bị nhà tư tưởng thời đại Khai sáng ảnh hưởng, để đem quán lệ nghị sự biến thành văn bản, cựu tổng thống Hoa Kỳ Thomas Jefferson viết và ban bố "Sổ tay quy tắc nghị sự thượng viện Hoa Kỳ", trở thành quy tắc nghị sự mà quốc hội Hoa Kỳ về sau tuân theo.

## Chú ý
1. ↑  Quán lệ về mặt luật học chỉ cách làm không có văn bản rõ ràng quy định, nhưng mà quá khứ đã từng thi hành, có thể noi theo cái có sẵn mà sắp đặt, lo liệu công việc.